# الرقمة
الرقمة بلدة وناحية تتبع منطقة الشيخ بدر في محافظة طرطوس. تقع قرية الرقمة شمال شرق مدينة الشيخ بدر وغرب مدينة مصياف التابعة لمحافظة حماة عدد سكانها5000نسمة ارتفاعها عن سطح البحر 900م

خارطة لمحافظة طرطوس